# Ipiranga do Norte
Ipiranga do Norte est une municipalité brésilienne située dans l'État du Mato Grosso.